# Powiat Spree-Neiße
Powiat Spree-Neiße (niem. Landkreis Spree-Neiße, dolnołuż. Wokrejs Sprjewja-Nysa) – powiat w niemieckim kraju związkowym Brandenburgia. Stolicą powiatu jest Forst, natomiast największe miasto to Spremberg. 
Najbardziej na wschód położony powiat kraju związkowego. Na wschodzie powiat Spree-Neiße graniczy z polskimi powiatami krośnieńskim i żarskim, na południu z saksońskimi powiatami Görlitz i Budziszyn, na zachodzie z powiatem Oberspreewald-Lausitz, na północnym zachodzie z powiatem Dahme-Spreewald, a na północy z powiatem Oder-Spree. Na terenie powiatu leży ponadto miasto Chociebuż, wydzielone jako osobne miasto na prawach powiatu.
Nazwa powiatu pochodzi od głównych rzek regionu, Sprewy (niem. Spree) i Nysy Łużyckiej (niem. Lausitzer Neiße). Północno-zachodnia część powiatu obejmuje region turystyczny i rezerwat biosfery Spreewald.

## Historia
Obszar powiatu obejmuje tereny historycznych Dolnych Łużyc. Powiat w obecnej formie powstał w wyniku reformy administracyjnej w 1993 roku, natomiast ówczesne gminy Gallinchen, Groß Gaglow i Kiekebusch w 2003 zostały włączone do powiatu miejskiego Chociebuż.

## Podział administracyjny
W skład powiatu Spree-Neiße wchodzi:
- siedem gmin miejskich
- trzy gminy (niem. amtsfreie Gemeinde)
- trzy urzędy (niem. Amt)

Gminy miejskie
| Lp. | Nazwa gminy                                | Ludność (2022) | Powierzchnia km² |
| --- | ------------------------------------------ | -------------- | ---------------- |
| 1   | Döbern (dolnołuż. Derbno)                  | 3 111          | 15,73            |
| 2   | Drebkau (dolnołuż. Drjowk)                 | 5 424          | 142,94           |
| 3   | Forst (Lausitz) (dolnołuż. Baršć (Łužyca)) | 17 388         | 109,91           |
| 4   | Guben (dolnołuż. Gubin)                    | 16 237         | 43,75            |
| 5   | Peitz (dolnołuż. Picnjo)                   | 4 266          | 13,38            |
| 6   | Spremberg (dolnołuż. Grodk)                | 21 378         | 201,29           |
| 7   | Welzow (dolnołuż. Wjelcej)                 | 3 246          | 23,91            |

Gminy
| Lp. | Nazwa gminy                                  | Ludność (2022) | Powierzchnia km² |
| --- | -------------------------------------------- | -------------- | ---------------- |
| 1   | Kolkwitz (dolnołuż. Gołkojce)                | 9 224          | 104,02           |
| 2   | Neuhausen/Spree (dolnołuż. Kopanće/Sprjewja) | 4 869          | 147,90           |
| 3   | Schenkendöbern (dolnołuż. Derbno)            | 3 441          | 213,89           |

Urzędy
| Lp. | Nazwa urzędu                                 | Ludność (2022) | Powierzchnia km² | Liczba gmin |
| --- | -------------------------------------------- | -------------- | ---------------- | ----------- |
| 1   | Burg (Spreewald) (dolnołuż. Borkowy (Błota)) | 8 984          | 125,59           | 6           |
| 2   | Döbern-Land (dolnołuż. Derbno-kraj)          | 10 314         | 250,92           | 7           |
| 3   | Peitz (dolnołuż. Picnjo)                     | 10 625         | 282,38           | 8           |

## Gospodarka
Podstawą gospodarki jest wydobycie węgla brunatnego w Łużyckim Zagłębiu Węglowym i energetyka, m.in. w elektrowni Jänschwalde czy Schwarze Pumpe. Pewną rolę odgrywa również przemysł spożywczy.

## Demografia
| Rok  | Mieszkańcy |
| ---- | ---------- |
| 1990 | 154 926    |
| 1995 | 150 364    |
| 2000 | 148 700    |
| 2005 | 136 896    |

| Rok  | Mieszkańcy |
| ---- | ---------- |
| 2010 | 126 400    |
| 2015 | 117 635    |
| 2020 | 113 011    |

## Współpraca zagraniczna
- Polska: Powiat krośnieński
- Polska: Powiat zielonogórski
- Polska: Powiat żarski
- Kanada: Kootenay Boundary
- Rosja: Obwód kurski
- Wielka Brytania: East Lothian